# The One (canción de Kylie Minogue)
«The One» —en español: «La única»— es una canción interpretada por la cantante y compositora australiana Kylie Minogue para su décimo álbum de estudio "X" (2007). La canción fue escrita por John Andersson, Johan Emmoth, Emma Homgren, y Freemasons. Minogue y Richard Stannard proporcionaron la letra adicional. La canción fue lanzada como un sencillo el 28 de julio del 2008.
Es originalmente interpretado por el grupo musical Laid y Emma Holmgren. Su versión titulada "I'm the One", incluye una compilación movida de Mastercuts. La versión de Minogue se caracteriza por un nuevo verso y comienza mientras conserva la música y el coro. 
La canción llegó al puesto treinta y seis en Reino Unido debido a un airplay moderado y las descargas digitales. La edición física se canceló en el último minuto y la radiodifusión se detuvo impidiéndole así llegar más alto. Aunque no fue lanzado en los Estados Unidos, la canción fue elegida como una de las diez mejores canciones pop de 2008 por el San Francisco Chronicle.

## Recepción

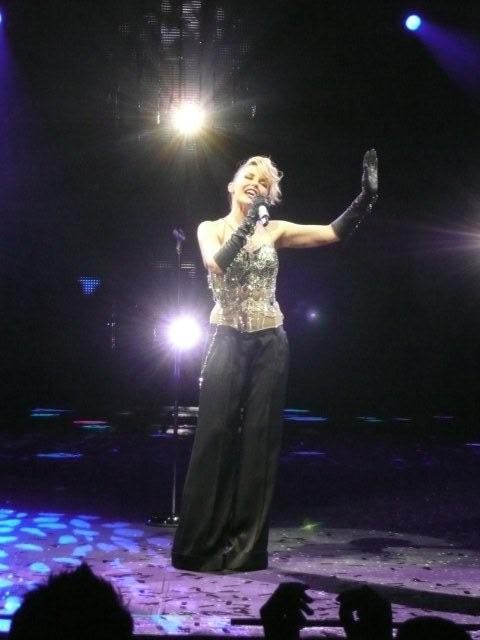
Minogue interpretando "The One" en KylieX2008.

La canción obtuvo cuatro estrellas de cinco. Nick Levine de Digital Spy escribió: "Mostrando vestidos esplendorosos con un estilo tecno-pop, ella responde mediante la inversión con uno de sus mejores interpretaciones vocales, logrando el sonido angelical y lujurioso exactamente al mismo tiempo. No será suficiente para salvar a X, pero 'The One' es un recordatorio claro de que casi nadie gana a Kylie cuando está en plena forma."
Mientras que la PUCP da una crítica constructiva a la canción.

The One tienen esa sensualidad contenida y desbordante a la vez, que ya hemos adorado antes en Kylie, ambas gestadas por colaboradores ya conocidos para la cantante, entre los que se encuentra a Richard Stannard, co-creador de temas tan emblemáticos de Kylie como: Love at First Sight, In Your Eyes, entre otros (conocido anteriormente por haber creado varias de las canciones más exitosas de las Spice Girls). In my Arms es electrizante y potente, impacta, atrapa inmediatamente y no deja de sorprender, todo en un sonido altamente sintetizado, que va con la tendencia general del disco, y una Kylie cautivando con su voz, expresando tanto como puede. The One es muy parecida a la anterior en una versión menos intensa, que sin llegar a ser tan sorprendente, nos deleita particularmente.
PUCP

## Videoclip
Después de meses de especulación (como "The One" había sido cancelada como un lanzamiento oficial y se puso como una liberación de promoción), se confirmó en el sitio web oficial de Minogue que un vídeo musical de "The One" había sido filmado. El video se estrenó en la página web en agosto de 2008 y utiliza la versión musical de los Freemasons. Comienza con un bailarín (Jason Beitel) y una bailarina girando mientras un efecto caleidoscópico se produce en el fondo, a menudo producidos por un espirógrafo. Su primera presentación es con el cabello largo, rubio y lacio. A continuación, Minogue aparece vestida con un traje de aspecto glamoroso de la década de 1920 y tiene el cabello muy rizado, con un efecto visual de motivo de fondo. Durante el vídeo, podemos ver una continuación del efecto caleidoscópico y Kylie vestida con un vestido largo de seda blanca, un vestido negro ajustado y al final a la cantante muestra unas gafas de sol Ray-Ban Wayfarer con pelo corto cantando las últimas líneas de la canción. En esta parte también usa un peinado al estilo de Marilyn Monroe.
La canción en sí no iba a ser lanzada en Iberoamérica, aunque los canales de música VH1 y MTV Brasil la emitieron para la promoción.

## Listas
La canción fue estrenada por primera vez en la lista de sencillos del Reino Unido, pero solo se quedó el puesto 36. Sin embargo, en el resto de Europa tuvo mayor suerte. En Bélgica entró en el top 10 situándose en el séptimo lugar. Pegó en el 6 de Eslovaquia y el 9 de Estonia, aunque en radiodifusión en Estonia se situó en el n.º 3. En Polonia la canción tuvo su mayor éxito en el contintente al posicionarse 3ª. 
En otros países fue apareciendo gracias a su gran difusión en radio, ejemplo de esto es Rusia, donde pegó en la casilla 23 de radiodifusión en Rusia, lugar muy superior a la lista "Russian Singles", donde apareció en el 61. En radiodifusión en Croacia también obtuvo el vigésimotercer puesto.
En Australia la canción solo entró en la lista dance y no en la oficial ARIA. Pero sí fue un gran éxito en Nueva Zelanda, otra vez gracias al apoyo de la radio, ocupando el puesto n.º 2, siendo su mejor lugar desde "Can't Get You Out of my Head".
En otros continentes no tuvo tanta difusión. En Asia solo apareció en Líbano, y en América en Chile, nº49 y en el Mediabase Dance de Estados Unidos, nº31.

## Formato y pistas
CD Promocional del Sencillo para Reino Unido
(5099951497323; lanzado 2008)
1. «The One» - 4:05
2. «The One» (Freemasons Vocal Club Edit) - 3:43

CD-Rom Promocional del Sencillo para Reino Unido
(ACETATE PROMO 2 ; lanzado 2008)
1. «The One» (Freemasons Club Vocal Mix)- 9:15
2. «The One» (Freemasons Vocal Club Editado) - 3:43

iTunes Digital Bundle 1
1. «The One» - 4:05
2. «The One» (Freemasons Club Vocal Mix)- 9:15

iTunes Digital Bundle 2
1. «The One» (Album Edit) - 3:43

## Posicionamiento
| Listas (2008)    | Mejor posición |
| ---------------- | -------------- |
| Chile Top 100    | 49             |
| Estonia Airplay  | 3              |
| Estonia Top 40   | 9              |
| Euro 200         | 205            |
| Líbano Airplay   | 7              |
| Croacia Airplay  | 23             |
| Rusia Airplay    | 23             |
| Slovakia Airplay | 72             |
| UK Singles Chart | 3              |
| UK iTunes Top 50 | 43             |
| R.U.             | 36             |